# Rigord (chroniqueur)
Pour les articles homonymes, voir Rigord.
Rigord (en latin Rigordus) est un moine de Saint-Denis, médecin et chroniqueur, né entre 1145 et 1150 dans le Bas-Languedoc, peut-être à Alais, mort à Saint-Denis au plus tôt en novembre 1207, au plus tard en novembre 1209,. C'est lui qui, le premier, donna à Philippe II de France le surnom d'« Auguste ».

## Biographie
Après des études de médecine dans le Languedoc, il exerce son art durant plusieurs années, avant d'entrer dans les ordres. Admis à Saint-Denis, on le retrouve au prieuré d'Argenteuil (qui dépend de l'abbaye) en 1189. En 1205, il assiste au dépôt, à Saint-Denis, des reliques reçues de Constantinople par le roi.
Il rédige une chronique du règne de Philippe Auguste de 1186 à 1208, les Gesta Philippi Augusti, à partir de sa propre expérience de témoin mais surtout grâce à un grand nombre de documents officiels et de lettres ; une première rédaction, élogieuse, précédée d'un prologue, est offerte au roi en 1196 ; une version abrégée, plus sévère, est réalisée après le divorce du roi jusque vers les premiers mois de 1200. Elle est accompagnée d'une épître dédicatoire adressée au prince Louis ; une troisième rédaction se poursuit jusqu'en 1208 comme l'indique sa chronique qui s'interrompt à la fin de l'année.
Continuée par Guillaume le Breton, Gesta Philippi Augusti est plus tard reprise par Primat dans les Grandes Chroniques de France. Malade et dans l'incapacité d'écrire, Rigord peut avoir survécu quelques années après l'interruption de son ouvrage.
Il a également laissé une courte chronique des rois de France, dont seuls des fragments nous sont parvenus.

## Rééditions
Les Gesta Philippi Augusti ont été réédités pour la première fois depuis le Moyen Âge en 1825 par François Guizot dans les Documents relatifs à l'Histoire de France, puis en 1885 par Henri François Delaborde dans les Œuvres de Rigord et de Guillaume le Breton, historiens de Philippe-Auguste, puis en 2006 par le CNRS sous le titre : Histoire de Philippe Auguste (édition, traduction et notes par Élisabeth Carpentier, Georges Pon et Yves Chauvin), SHM 33, Sources d’histoire médiévale.